# 오노노 고마치
오노노 고마치(일본어: 小野 小町, 생몰년 미상)는 헤이안 시대의 시인이며 6가선의 한 사람이다.

## 추정
오노노 다카무라의 손녀라는 설, 조카딸이라는 설이 분분하다. 활동 시기는 대략 9세기 전반에서 9세기 말까지로 추정된다.
닌묘 천황의 후궁 미쿠니마치(三国町)라는 설, 몬토쿠 천황의 후궁 산조마치(三条町)라는 설도 있고 세이와 천황의 후궁이라는 설도 있다.

## 와카
```
꽃의 색깔이 완전히 바래니 다만 덧없이 생각에 잠긴 동안 시간은 흘러가네.
花の色は うつりにけりな いたづらに わが身よにふる ながめせしまに
```